# Holochroa varia
Holochroa varia là một loài bướm đêm trong họ Geometridae.